# Alte Landbrugg
Alte Landbrugg est un pont piéton de pierre sur le Rhin postérieur, situé sur le territoire de la commune grisonne de Hinterrhein, en Suisse.

## Histoire
C'est en 1693 que la commune de Hinterrhein mandate l'architecte chargé Peter Zurr (ou Saurr) de Bergün pour construire, au sud du village, un pont à deux arches avec un pilier central hexagonal. Ce pont devait alors compléter la Saumstrasse, chemin muletier qui rejoint le col du San Bernardino.
Le 1er juillet 1696, le nouveau pont est en partie détruit ; les travaux de restauration sont confiés à Bartolomeo Stornino de Chiavenna. Malgré son travail, l'ouvrage est encore endommagé par les inondations à plusieurs reprises, et en particulier en 1931. Quatre ans plus tard, il est restauré avec l'aide de Patrimoine suisse. Utilisé par un sentier pédestre, il est aujourd'hui inscrit comme bien culturel suisse d'importance nationale.

## Source
- (de) Cet article est partiellement ou en totalité issu de l’article de Wikipédia en allemand intitulé « Alte Landbrugg » (voir la liste des auteurs).